# HD 174177
HD 174177，又名BD+46 2551，SAO 47798、HR 7080，是一颗恒星，视星等为6.52，位于銀經75.64，銀緯19.98，其B1900.0坐标为赤經18h 44m 8.5s，赤緯+46° 19.98′ 19″。